# Olivier Poquillon
Olivier Poquillon est un dominicain français. 

## Biographie
Né en 1966 à Maisons-Laffitte, Olivier Poquillon est un religieux dominicain de la province de France. Juriste spécialisé en droit international public il entre dans l'Ordre des Prêcheurs en 1994 pour lequel il est ordonné prêtre en 2001.
Après avoir enseigné à l'université de Mossoul de 2003 à 2004, il est nommé auditeur de l'IHEDN puis rejoint le couvent de Strasbourg où il sera notamment aumônier de l'ENA et des Scouts et Guides de France. En 2008, il est envoyé à Genève en tant que délégué permanent de l'Ordre des Prêcheurs  auprès de l'Organisation des Nations unies jusqu'en 2013. Il est alors élu prieur du couvent de Strasbourg pour un mandat de trois ans. 
En 2016, sur proposition de la Conférence des évêques de France, il est nommé secrétaire général de la COMECE, Commission des conférences épiscopales de la communauté européenne, institution en charge de représenter les conférences épiscopales des États membres auprès des diverses institutions de l'Union européenne, pour un mandat de trois ans. 
Il retourne ensuite à Mossoul à partir de septembre 2019, où il participe à la reconstruction de la ville, dans le cadre du programme phare de l'UNESCO « Faire revivre l'esprit de Mossoul » lancé à l'initiative d'Audrey Azoulay.
Nommé directeur de l'École biblique et archéologique française de Jérusalem, par Gerard Timoner OP, maître de l'Ordre des Prêcheurs à compter du 1er octobre 2023, il prend, à l'automne, la tête de la prestigieuse institution fondée par Marie-Joseph Lagrange et notamment connue pour son travail de référence sur les manuscrits de la mer Morte.